# Kanton Bordères-Louron
Bordères-Louron is een voormalig kanton van het Franse departement Hautes-Pyrénées. Het kanton maakte deel uit van het arrondissement Bagnères-de-Bigorre. Het werd opgeheven bij decreet van 25 februari 2014, met uitwerking op 22 maart 2015. Alle gemeenten werden opgenomen in het nieuwe kanton Neste, Aure et Louron.

## Gemeenten
Het kanton Bordères-Louron omvatte de volgende gemeenten:
- Adervielle-Pouchergues
- Armenteule
- Avajan
- Bareilles
- Bordères-Louron (hoofdplaats)
- Cazaux-Debat
- Cazaux-Fréchet-Anéran-Camors
- Estarvielle
- Génos
- Germ
- Loudenvielle
- Loudervielle
- Mont
- Ris
- Vielle-Louron